# میدان بهارستان
میدان و محله بهارستان از قدیمی‌ترین میدان‌ها و محله‌های تهران است.
این محله از جنوب به محله سرچشمه - عودلاجان، از شمال به دروازه شمیران و خیابان بهارستان، از غرب به خیابان جمهوری اسلامی (شاه آباد سابق) و چهارراه سیدعلی و از خاور به خیابان خیابان مجاهدین اسلام (ژاله/نگارستان سابق) و میدان شهدا محدود است.

## پیشینه

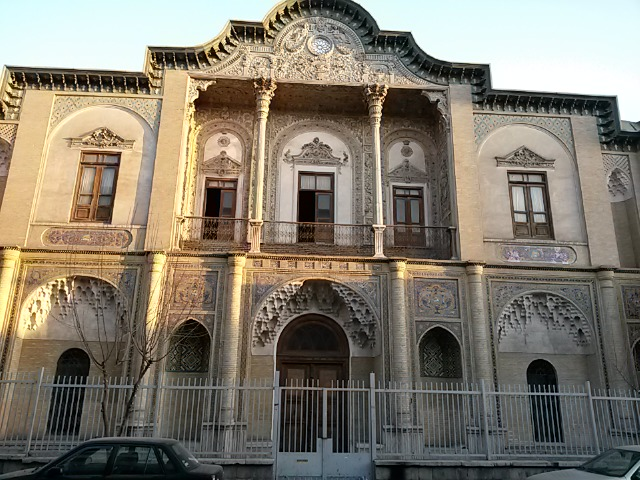
ساختمانی تاریخی در خیابان ملت نزدیک میدان بهارستان

میدان بهارستان تا اواخر دوره سلطنت رضاشاه میدان نگارستان نامیده می‌شد که از نام باغ و کاخ نگارستان گرفته شده بود. مجموعه نگارستان در شمال میدان قرار داشت و به دستور فتحعلی شاه قاجار به عنوان خانه تابستانی پادشاه در خارج از شهر تهران آن روز ساخته شد.

## جایگاه

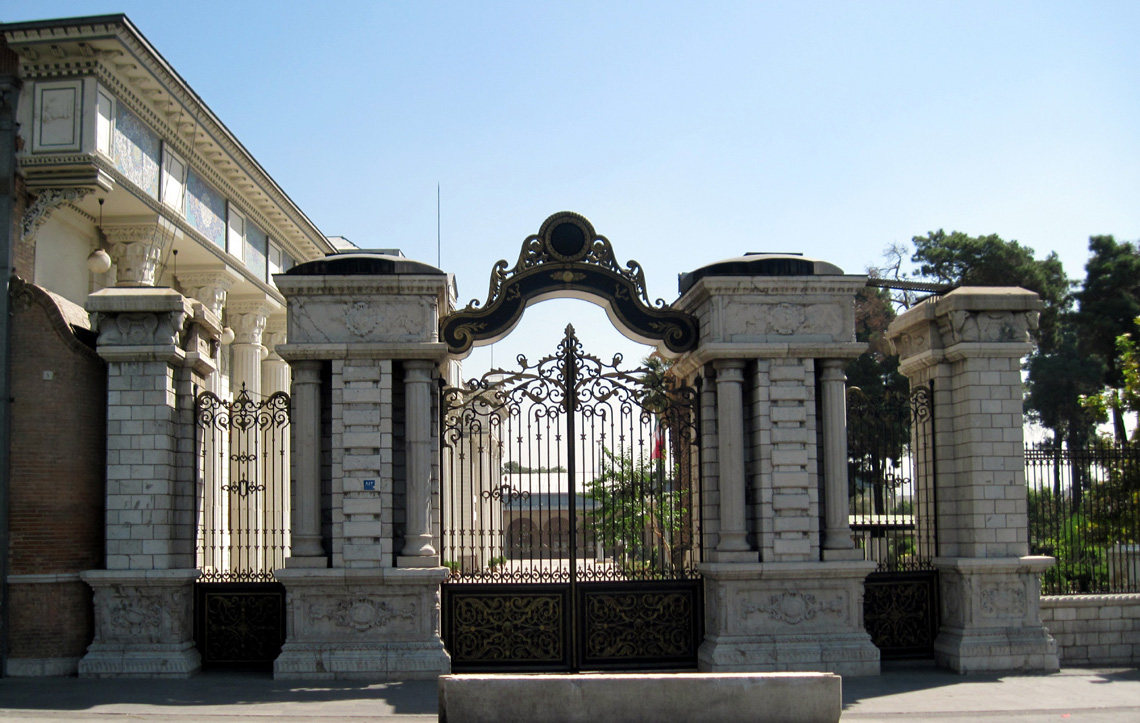
سر ورودی مجلس شورای ملی

این محله از جنوب به محله سرچشمه (و پس از آن چهار راه سیروس و میدان شوش)، از شمال به خیابان بهارستان و خیابان فخرآباد و محله دروازه شمیران (و سپس پل چوبی)، از غرب به خیابان جمهوری اسلامی، باغ سپهسالار و چهارراه سیدعلی و از شرق به خیابان مجاهدین اسلام (ژاله پیشین، نگارستان سابق) و خیابان ایران محدود است.
دلیل اصلی اهمیت این میدان وجود ساختمان مجلس شورای ملی (مجلس دوره مشروطه) و مجلس شورای اسلامی در این میدان است. ضلع شمال غربی این میدان بورس فروش ساز در تهران است و ساختمان وزارت فرهنگ و ارشاد اسلامی در شمال غربی این میدان واقع است.

## رخدادهای تاریخی
میدان بهارستان محل رخدادهای مهم تاریخی در تاریخ معاصر ایران بوده‌ است. مهم‌ترین این رخدادها ایجاد ساختمان نخستین مجلس قانونگذاری ایران در دورهٔ مشروطه در این میدان، ترور میرزا علی‌اصغرخان اتابک در هنگام خروج از مجلس، ترور حسنعلی منصور و به توپ بسته شدن مجلس توسط قزاقان زیر فرمان لیاخوف روسی، راهپیمایی‌های متعدد مردم در حمایت از دولت محمد مصدق و نیز راهپیمایی مخالفان دولت مصدق در کودتای ۲۸ مرداد در این میدان است.

## ثبت در فهرست میراث ملی
در ۱۴ مرداد ۱۳۹۵ همزمان با روز ملی مشروطه (۱۴ مرداد)، میدان بهارستان به عنوان مکانی که نتیجهٔ انقلاب مشروطه در آن رقم خورد، در فهرست میراث ملی به ثبت رسید.